# Hemidactylus bouvieri
Hemidactylus bouvieri es una especie de gecos de la familia Gekkonidae.

## Distribución geográfica yhábitat
Es endémica de las islas de Cabo Verde.

## Subespecies
Se reconocen las siguientes según The Reptile Database:
- H. bouvieri boavistensis Boulenger, 1906 - Isla de Boa Vista y Isla de Sal (considerada una especie plena por la IUCN).[3]
- H. bouvieri bouvieri (Bocourt, 1870) - Isla de São Vicente, Isla de Santo Antão, isla São Nicolau.
- H. bouvieri razoensis Gruber & Schleich, 1982 - Islote Raso.